# Бараона
Бараона (шп. Baraona) је општина у покрајини Сорија у аутономној заједници Кастиља и Леон, Шпанија.